# Гаттилузио, Доменико
Гаттилузио, Доменико (итал.Gattilusio, Domenico, после 1420 - 1458) - второй сын Дорино (I), правителя Старой Фочеи и Лесбоса, и Ориетты Дориа. Его семья, родом из Генуи, получила греческий остров Лесбос в качестве феода от византийского императора Иоанна V Палеолога в 1355 году в благодарность за помощь в гражданской войне.

## Биография
В 1449 году, когда его старший брат Франциск (III) уже умер, он был призван к управлению Лесбосом от имени своего отца, неспособного исполнять обязанности по состоянию здоровья. В том же году Дорино пытался добиться для Доменико разрешения на брак с кузиной, дочерью Паламеде Гаттилузио, сеньора Эноса, для чего отправил послом в Рим знаменитого архиепископа Митилены Леонарда Хиосского, однако разрешения не последовало, и в результате Доменико сочетался браком с Марией Джустиниани, дочерью Парида Джустиниани, подрядчика квасцовых рудников Фочеи и одного из самых влиятельных членов Маоны Хиоса.
В 1450 году Лесбос подвергся первому сокрушительному нападению османского флота. Отправленный в 1453 г. к Мехмеду II после завоевания Константинополя, Доменико, проявив талант дипломата, получил от султана, в обмен на увеличение ежегодной дани, владение островом Лемнос, где до этого момента Гаттилузио владели только замком Коккинос.  
Доменико официально принял власть 30 июня 1455 года после смерти отца и вскоре после этого по требованию султана вынужден был вторично явиться ко двору, который тогда пребывал в Златице в Болгарии, для принесения присяги. Тем временем на Лемносе вспыхнуло восстание против тиранического правления младшего брата Доменико - Никколо Гаттилузио, которому Доменико доверил остров. Мятежники призвали на помощь турок Хамзы-паши, чей флот находился поблизости, и небольшой контингент войск, который сеньор Лесбоса смог послать на помощь своему брату, был разгромлен. 
Осенью 1456 г. Лемнос, Тасос и Самофракия были отвоеваны папским флотом под командованием кардинала Лодовико Скарампо, патриарха Аквилейского, но не были возвращены Доменико, отказавшемуся участвовать в войне, а переданы под опеку Великого магистра рыцарей Святого Иоанна.
В августе 1457 г. турецкий флот под предводительством Исмаила-паши атаковал город Моливос на северо-западе острова Лесбос и опустошил его окрестности. Доменико поспешил выплатить дань султану, одновременно обратившись за помощью к Генуе, однако она опоздала - в конце 1458 г., воспользовавшись затруднениями брата, Никколо низложил его с помощью своего кузена Лукино и других заговорщиков, обвинив в желании передать Лесбос туркам, и через несколько дней приказал задушить его в тюрьме.